# Паневежис — Поставы (железная дорога)
Паневежис — Поставы — бывшая узкоколейная железная дорога с шириной колеи 750 мм, соединявшая города Паневежис (Литва) и Поставы (Беларусь). В настоящее время участок Паневежис — Рубикяй, также известный как узкоколейная железная дорога Аукштайтии, используется в развлекательных целях.
В конце XIX века западную часть Российской империи, в частности, территорию Литвы, пересекали две железные дороги: Санкт-Петербург — Варшава и Либаво-Роменская. С целью развития местности было начато строительство подъездных узкоколейных железных дорог. Строительство было разрешено властями Российской империи в 1894 году, в 1895 году был открыт первый участок: Швенчёнеляй — Поставы.

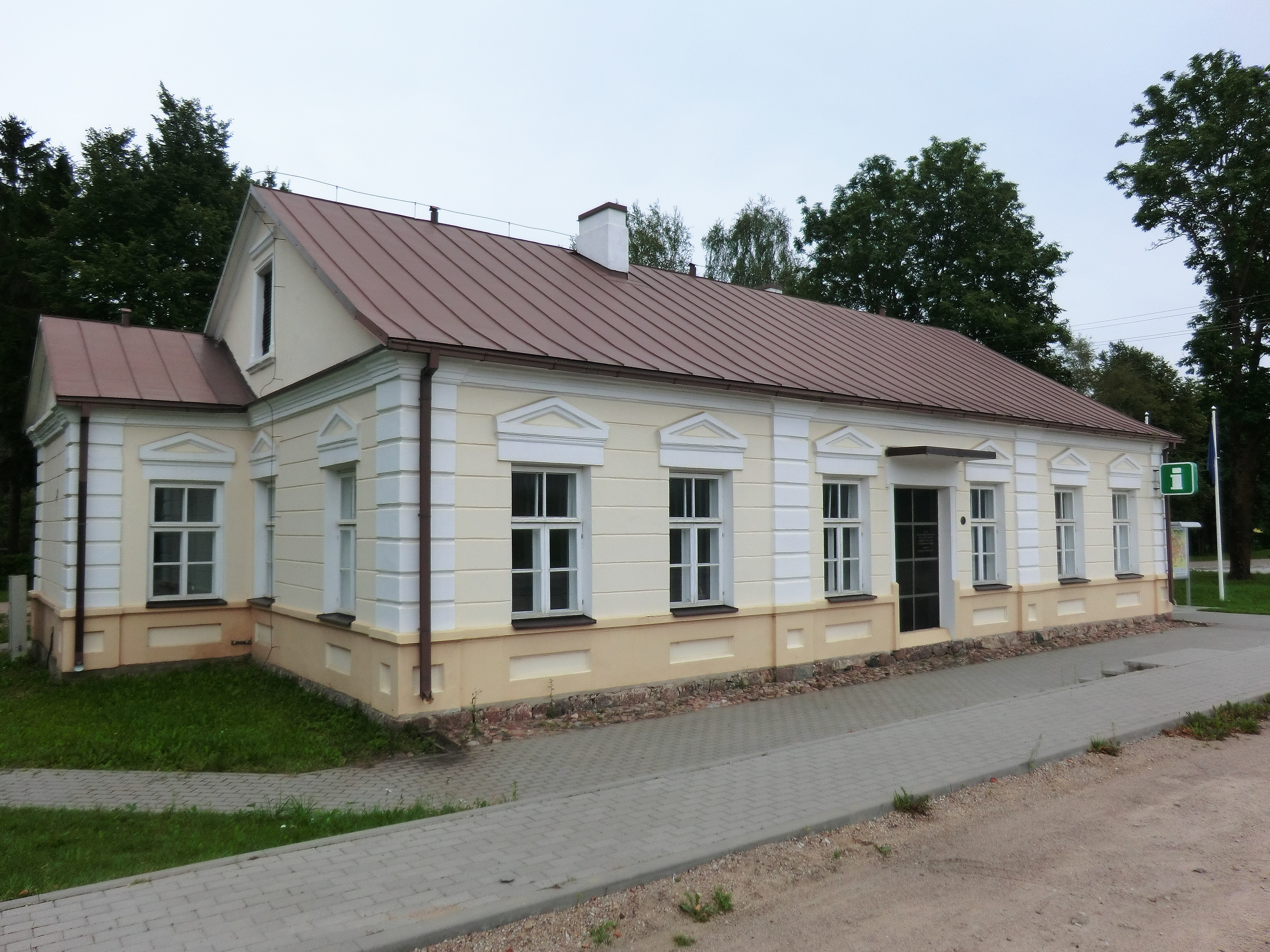
Бывшее здание станции города Утена.

В 1897 году было начато строительство участка Паневежис — Швенчёнеляй протяжённостью 144 км. На этом участке было построено 99 деревянных мостов, самый большой из которых — Аникщяйский железнодорожный мост длиной около 100 м. Движение поездов на участке началось в 1899 году.
В 1972—1974 годах участок Утена — Швенчёнеляй протяжённостью 50 км был переоборудован в колею шириной 1520 мм.
Общая протяжённость железной дороги Паневежис — Поставы составила 215 км, было построено 22 станции. Строительство железной дороги привело к урбанизации окрестных поселений и развитию торговли.
Движение поездов и перевозка грузов на разных участках были прекращены в марте 2001 года.